# Tour della nazionale maschile di rugby a 15 dell'Australia 1966-1967
Alla fine del 1966, la nazionale australiana di rugby a XV, si reca in Europa per un Tour, che dovrebbe essere il riscatto della disastrosa spedizione del 1957-58, ma lo sarà solo parzialmente con 2 vittorie e 3 sconfitte contro le nazionali del "Cinque Nazioni".

## Risultati
Sistema di punteggio: meta = 3 punti, Trasformazione=2 punti. Punizione e calcio da mark=  3 punti. drop = 3 punti. 
| Gosport 19 ottobre 1966 | North East Counties | 17 – 14 | Australia XV |  |

| 22 ottobre 1966 | East Midlands | 9 – 17 | Australia XV |  |

| Oxford 26 ottobre 1966 | Univ. di Oxford | 9 – 11 | Australia XV | Iffley Road |

| 29 ottobre 1966 | Neath/Abevaron | 3 – 9 | Australia XV |  |

| Ebbw Vale 2 novembre 1966 | Ebbw Vale-Abertillery | 6 – 25 | Australia XV | Welfare Sports Ground |

| Cardiff 5 novembre 1966, ore 14:45 GMT | Cardiff RFC | 14 – 8 | Australia XV | Arms Park |

| Londra 12 novembre 1966 | London Countues | 14 – 9 | Australia XV | Twickenham |

| Hawick 19 novembre 1966 | South of Scotland | 13 – 0 | Australia XV |  |

| Newport 23 novembre 1966 | Newport | 3 – 3 | Australia XV | Rodney Parade |

| Swansea 26 novembre 1966, ore 14:30 GMT | Swansea | 9 – 8 | Australia XV | St. Helen's |

| Pontypool 29 novembre 1966, ore 14:30 GMT | Pontypool, Cross Keys & Newbridge | 12 – 3 | Australia XV | The Park |

| Arbitro: | Kevin Kelleher |

| |            | |
| mete: Dawes, Morgan trasf.: T.Pryce c.p.: T.Pryce | Marcatori  | mete: Cardy, Lenehan trasf.: Hawthorne c.p.: Lenehan Drop: Hawthorne |
| 15.Terry Price 14.Stuart Watkins, 11.Dewi Bebb 13.John Dawes, 12.Gerald Davies 10.Barry John, 9.Allan Lewis 8.Alun Pask (c), 7.Haydn Morgan, 6.Ken Braddock 5.Delme Thomas, 4.Brian Price 3.John Lloyd, 2.Norman Gale, 1.Denzil Williams | Formazioni | 15.Jim Lenehan 14.Stewart Boyce, 11.Alan Cardy 13.Dick Marks, 12.John Brass 10.Phil Hawthorne, 9.Ken Catchpole (c) 8.John O'Gorman, 7.Greg Davis, 6.Michael Purcell 5.Rob Heming, 4.Ross Teitzel 3.Tony Miller, 2.Peter Johnson, 1.Jim Miller |

| 7 dicembre 1966 | Leinster | 3 – 9 | Australia XV |  |

| Belfast 10 dicembre 1966, ore 14:30 GMT | Ulster | 6 – 6 | Australia XV | Ravenhill |

| Arbitro: | Meirion Joseph |

| |            | |
| mete: Boyle, Chisholm trasf.: Wilson c.p.: Wilson | Marcatori  | mete: Brass trasf.: Lenehan |
| 15.Stewart Wilson 14.Sandy Hinshelwood, 11.David Whyte 13.Jock Turner, 12.Brian Simmers 10.David Chisholm, 9.Alex Hastie 8.Alasdair Boyle, 7.Derrick Grant, 6.James Fisher (c) 5.Peter Brown, 4.Peter Stagg 3.David Rollo, 2.Frank Laidlaw, 1.Norm Suddon | Formazioni | 15.Jim Lenehan 14.Stewart Boyce, 11.Alan Cardy 13.Dick Marks, 12.John Brass 10.Paul Gibbs, 9.Ken Catchpole (c) 8.John O'Gorman, 7.Greg Davis, 6.Michael Purcell 5.Peter Crittle, 4.Ross Teitzel 3.Tony Miller, 2.Peter Johnson, 1.Jim Miller |

| Oxford 31 dicembre 1966 | Southern Countries | 6 – 27 | Australia XV | Iffley Road |

| Camborne 3 gennaio 1967 | Cornovaglia e Devon | 6 – 11 | Australia XV |  |

| Arbitro: | Kevin Kelleher |

| |            | |
| mete: Ashby trasf.: Hosen c.p.: Hosen 2 | Marcatori  | mete: Brass, Catchpole trasf.: Lenehan c.p.: Hawthorne, Lenehan Drop: Hawthorne 3 |
| 15 Roger Hosen 14 Peter Glover, 11 Keith Savage 13 Colin McFadyean, 12 Christopher Jennins 10 Richard Sharp (c), 9 Clive Ashby 8 George Sherriff, 7 Dick Greenwood, 6 Budge Rogers 5 Peter Larter, 4 Mike Davis 3 Mike Coulman, 2 Stephen Richards, 1 Philip Judd | Formazioni | 15 Jim Lenehan 14 Stewart Boyce, 11 Alan Cardy 13 Dick Marks, 12 John Brass 10 Phil Hawthorne, 9 Ken Catchpole (c) 8 John O'Gorman, 7 Greg Davis, 6 Jules Guerassimoff 5 Peter Crittle, 4 Ross Teitzel 3 Roy Prosser, 2 Peter Johnson, 1 Jim Miller |

| Leicester 11 gennaio 1967 | Midlands | 17 – 9 | Australia XV | Welford Road |

| Bristol 14 gennaio 1967 | Western Counties | 9 – 0 | Australia XV |  |

| Llanelli 17 gennaio 1967, ore 14:45 GMT | Llanelli | 11 – 0 | Australia XV | Stradey Park |

| Arbitro: | Joseph |

| |            | |
| mete: Duggan, Gibson c.p.: Kiernan Drop: Gibson 2 | Marcatori  | mete: Boyce trasf.: Lenehan Drop: Hawthorne |
| 15 Tom Kiernan 14 Alan Duggan, 11addy McGrath 13 Barry Bresnihan, 12arold Rea 10 Mike Gibson, 9 Brendan Sherry 8 Ken Goodall, 7 Noel Murphy (c), 6 Mick Doyle 5 Mick Molloy, 4 Willie-John McBride 3 Thomas Moroney, 2 Ken Kennedy, 1 Philo O'Callaghan | Formazioni | 15 Jim Lenehan 14 Stewart Boyce, 11 Alan Cardy 13 Dick Marks, 12 John Brass 10 Phil Hawthorne, 9 Ken Catchpole (c) 8 John O'Gorman, 7 Greg Davis, 6 Jules Guerassimoff 5 Peter Crittle, 4 Ross Teitzel 3 Roy Prosser, 2 Peter Johnson, 1 Tony Miller |

| Cork 25 gennaio 1967 | Munster | 11 – 8 | Australia XV |  |

| Cardiff 28 gennaio 1967 | Barbarians | 11 – 17 | Australia XV | National Stadium |

| Parigi 11 febbraio 1967 | Francia    | 20 – 14 | Australia | Yves du Manoir |
| \| \| \| \| \| mete: L Camberabero trasf.: G Camberabero c.p.: G Camberabero 4 Drop: G Camberabero \| Marcatori \| mete: Davis, Johnson trasf.: Hawthorne c.p.: Hawthorne Drop: Hawthorne \| \| 15 Jean Gachassin 14 Bernard Duprat, 11 Christian Darrouy (c) 13 Jean-Pierre Mir, 12 Claude Dourthe 10 Guy Camberabero, 9 Lilian Camberabero 8 Andre Herrero, 7 Christian Carrere, 6 Michel Sitjar 5 Walter Spanghero, 4 Benoit Dauga 3 Arnaldo Gruarin, 2 Jean-Michel Cabanier, 1 Jean-Claude Berejnoi \| Formazioni \| 15 Jim Lenehan 14 Stewart Boyce, 11 Alan Cardy 13 Dick Marks, 12 John Brass 10 Phil Hawthorne, 9 Ken Catchpole 8 John O'Gorman, 7 Greg Davis, 6 Jules Guerassimoff 5 Rob Heming, 4 Ross Teitzel 3 Tony Miller, 2 Peter Johnson, 1 John Thornett (c) \| |            | |           |                |
| |            | |           |                |
| mete: L Camberabero trasf.: G Camberabero c.p.: G Camberabero 4 Drop: G Camberabero | Marcatori  | mete: Davis, Johnson trasf.: Hawthorne c.p.: Hawthorne Drop: Hawthorne |           |                |
| 15 Jean Gachassin 14 Bernard Duprat, 11 Christian Darrouy (c) 13 Jean-Pierre Mir, 12 Claude Dourthe 10 Guy Camberabero, 9 Lilian Camberabero 8 Andre Herrero, 7 Christian Carrere, 6 Michel Sitjar 5 Walter Spanghero, 4 Benoit Dauga 3 Arnaldo Gruarin, 2 Jean-Michel Cabanier, 1 Jean-Claude Berejnoi | Formazioni | 15 Jim Lenehan 14 Stewart Boyce, 11 Alan Cardy 13 Dick Marks, 12 John Brass 10 Phil Hawthorne, 9 Ken Catchpole 8 John O'Gorman, 7 Greg Davis, 6 Jules Guerassimoff 5 Rob Heming, 4 Ross Teitzel 3 Tony Miller, 2 Peter Johnson, 1 John Thornett (c) |           |                |